# Radián

A radián definíciója egységkörben:

A radián v. ívmérték a síkszögek egyik mértékegysége, amelyet a rad szimbólummal jelölnek. Dimenzió nélküli mennyiség, mivel két hosszúság hányadosa.
A radiánt jelenleg az SI származtatott egységekhez sorolják (korábban kiegészítő egységnek számították). A térszögek egysége a szteradián.
A matematikusok a szöget általában radiánban mérik, és a jelölést elhagyják. Ha fokot használnak, azt a ° jellel különböztetik meg.
Például {\displaystyle 1\approx 57,345^{\circ }}, {\displaystyle 1=57^{\circ }17'44,81''=57,29577951...^{\circ }}.

## Definíció
1 radián az a szög, amely alatt a sugárral megegyező nagyságú ívhossz a középpontból látszik. Másképp: Vegyünk fel egy tetszőleges sugarú (R) körben egy középponti szöget! Ennek a szögnek az ívmértéke (radiánban mért értéke) legyen egyenlő az ív (i) és a sugár hosszának hányadosával. φ=i/R.

## Számítása
Egy kör középponti szögének radiánban mért értéke kiszámolható, ha a hozzá tartozó ívhosszat elosztjuk a sugárral.
Egységnyi sugarú körben 1 radián annak a szögnek az ívmértéke, amelyhez éppen 1 hosszegységnyi körív tartozik. Egységkörben ezért a középponti szögek ívmértékének és ívhosszának mérőszáma mindig megegyezik. Ez meglehetősen kényelmessé teszi pl. a trigonometriai jellegű számításokat.

## Átszámítás
A radiánból fokokba való átszámítás azon az elemi geometriai tételen alapul, miszerint a kör középponti szögei és azok ívhossza egyenesen arányos, azaz {\displaystyle \alpha \sim i}. Tudjuk, hogy a {\displaystyle \pi } radián {\displaystyle 180^{\circ }}. Legyen {\displaystyle a} radián egyenlő {\displaystyle \alpha } fokkal!
 Ebből már a keresztbe szorzás módszerével ki tudjuk fejezni {\displaystyle \alpha }-t: 
 Honnan tudjuk, hogy a {\displaystyle \pi } radián 180 fok? A szöghöz tartozó ív és sugár hányadosa megmutatja, hogy a szög hány radián, tehát {\displaystyle \beta ={\frac {i}{r}}}. A körívet tekintsük a 360 fokhoz tartozó ívnek, ekkor {\displaystyle i=2r\pi }, a sugarat pedig vegyük egységnyinek. 
 Tehát azt kapjuk, hogy a teljesszög (360°) ívmértéke {\displaystyle 2\pi }. A {\displaystyle \pi } pedig a {\displaystyle 2\pi } fele, tehát 180°.

## Története
A szögnek az ívhosszal való mérésének elvét talán Roger Cotes-nak köszönhetjük (1714). Nála már minden ismert volt a radiánnal kapcsolatban, a nevét kivéve. Felismerte, hogy ez egy természetes szögmérték.
A radián kifejezés először 1873. június 5-én jelent meg nyomtatásban James Thomson (Queen's College, Belfast) által felvetett kérdések vizsgálata során. James Thomson Lord Kelvin bátyja volt. Ő már 1871-ben használta a kifejezést, míg 1869-ben Thomas Muir (St. Andrew's University) még habozott, hogy a rad, radial vagy radian alakot használja-e. 1874-ben Muir a radiánt fogadta el, miután konzultált James Thomsonnal.